# 幸军王
幸军王（Sophagasenos，拟还原为梵语Subhāgasena，意译为“幸军”，?—?），古希腊文献中所记载的塞琉古王朝安条克大帝东征进入印度时所遇到的一个西北印度统治者。
关于幸军王，只有在波利比阿的著作《历史》中提到过一次（当时安条克大帝征服了脱离塞琉古帝国已久的希臘-巴克特里亞王國，进入喀布尔河谷）：
|                 | 他（安條克三世）穿越高加索山（这里是指興都庫什山）進入印度，與印度國王幸军重續兩國友誼，從那裏得到許多戰象，總共計有150頭。在他的軍隊得到充分的補給後，他親自帶隊啟程，並命阿德洛屯厄斯負責把那些國王給予的財寶運送回國。 |
| ——《歷史》11.39 | |

可见，这位印度统治者与安条克大帝“重申友好”，并且提供给他一些大象。
关于这位幸军王对应于印度历史上的什么人物，尚未形成一致结论。他或许是孔雀王朝驻扎在犍陀罗的一位总督或王子，也可能是当地完全独立的统治者。有人主张，安条克会见幸军王一事是后来中亚希腊人大举入侵西北印度的先声；孔雀帝国的军事能力由于阿育王基于佛教思想的不切实际的和平主义而被大大降低了。

## 资料来源
- 《印度佛教史》，渥德尔著，商务印书馆，ISBN 7-100-02682-2，261页